# Grądki (Grębów)
Grądki – część wsi Grębów w Polsce położona w województwie podkarpackim, w powiecie tarnobrzeskim, w gminie Grębów.
W latach 1975–1998 Grądki administracyjnie należały do województwa tarnobrzeskiego.